# Rectoria de Camallera
La Rectoria de Camallera és una rectoria del municipi de Saus, Camallera i Llampaies (Alt Empordà) inclosa en l'Inventari del Patrimoni Arquitectònic de Catalunya. Està situada dins del nucli urbà de la població de Camallera, a la part de ponent del terme i adossada a l'església parroquial de Sant Bartomeu.

## Descripció
Edifici entre mitgeres de planta rectangular amb jardí lateral, distribuït en tres crugies, que presenta la coberta de teula de dues vessants i consta de planta baixa i dos pisos. La façana principal, orientada al carrer Nou, presenta una composició de les obertures gairebé simètrica. A la planta baixa hi ha un portal d'accés d'arc molt rebaixat, amb els brancals bastits amb carreus ben desbastats, i als costats, dues finestres rectangulars amb les llindes gravades. La inscripció de la llinda esquerra està força degradada però, tot i així es llegeix el cognom "VIDAL". La de la dreta presenta la següent llegenda: "MATHEUS DE RIBOT RECTOR DIE 4 ABRIS 1747".
Al primer pis hi ha tres balcons exempts amb les llindes de pedra planes, la central gravada amb la data 1749. Les obertures de la segona planta són tres finestres rectangulars amb l'emmarcament arrebossat. La façana de migdia, orientada al pati, presenta una terrassa al nivell del primer pis, a la que s'hi accedeix a través d'un finestral rectangular bastit amb maons. A l'extrem superior destaca una finestra reformada, amb els brancals bastits amb maons i la llinda d'arc conopial de pedra, situada al nivell del segon pis. Presenta la següent inscripció: "LAURET PASQUAL R DE 3 IUNNI 1670". Per acabar, la façana posterior, tot i que força modificada, conserva un tram bastit amb carreus regulars i situat a la part inferior del parament. Destaquen les restes d'una antiga obertura d'arc de mig punt tapiada. La construcció és bastida amb pedra de diverses mides i material constructiu. La façana principal té el parament arrebossat i pintat.

## Història
L'edifici de la rectoria va ser bastit durant els segles XVII i XVIII, d'acord amb les diverses inscripcions que hi apareixen (a la finestra dreta de la planta baixa es pot llegir: MATHEUS DE RIBOT RECTOR 1747, i al balcó central, 1749), tot i que es van reutilitzar alguns elements que formaven part d'una construcció anterior (cal remarcar la inscripció de la finestra de la façana lateral, d'arc conopial: LAVRET PASQUAL/R. DE 3 DE IVNI 1670. Ha sofert diverses reformes posteriors.
Actualment el bisbat té llogada la part superior de la casa a un particulars.